# فینال جام حذفی فوتبال انگلستان ۱۹۸۰
فینال جام حذفی فوتبال انگلستان ۱۹۸۰، رقابت پایانی جام حذفی فوتبال انگلستان در سال ۱۹۸۰ میلادی است که مابین دو تیم باشگاه فوتبال وستهام یونایتد و باشگاه فوتبال آرسنال در ورزشگاه ومبلی لندن برگزار شده‌است.
این مسابقه که در تاریخ ۱۰ مه ۱۹۸۰ انجام شده‌است با نتیجه ۱ بر ۰ به سود تیم باشگاه فوتبال وستهام یونایتد به پایان رسید.